# Kamienica przy ulicy Kościuszki 11 w Katowicach
Kamienica przy ulicy T. Kościuszki 11 w Katowicach – kamienica mieszkalno-usługowa, znajdująca się w Śródmieściu Katowic, przy ulicy Tadeusza Kościuszki (dawniej Beatestraße).
Została ona oddana do użytku w 1895 roku. Architektem i inwestorem był August Lorek, który był właścicielem obiektu do roku 1901, kiedy prawa do własności nabył Rober Woywoda – handlarz mlekiem. W latach 1908–1938 kamienica była własnością Anny Wojewody.
Kamienica została wybudowana na planie zbliżonym do prostokąta z niewielkim ryzalitem klatki schodowej od podwórka, czterokondygnacyjna. Elewacja o formach eklektycznych, symetryczna, siedmioosiowa. Oś środkowa elewacji z bramą wjazdową ujętą w portal zwieńczony trójkątnym naczółkiem, zaakcentowana boniowanymi pasami, a w partii dachu facjatą. Parter boniowany z oknami zamkniętymi łukiem odcinkowym. Okna pięter — prostokątne, na pierwszym i drugim piętrze w obramieniach z naczółkami (na przemian trójkątnymi i w kształcie łuku odcinkowego). Oficyna na planie prostokąta, czterokondygnacyjna.
Przebudowy:

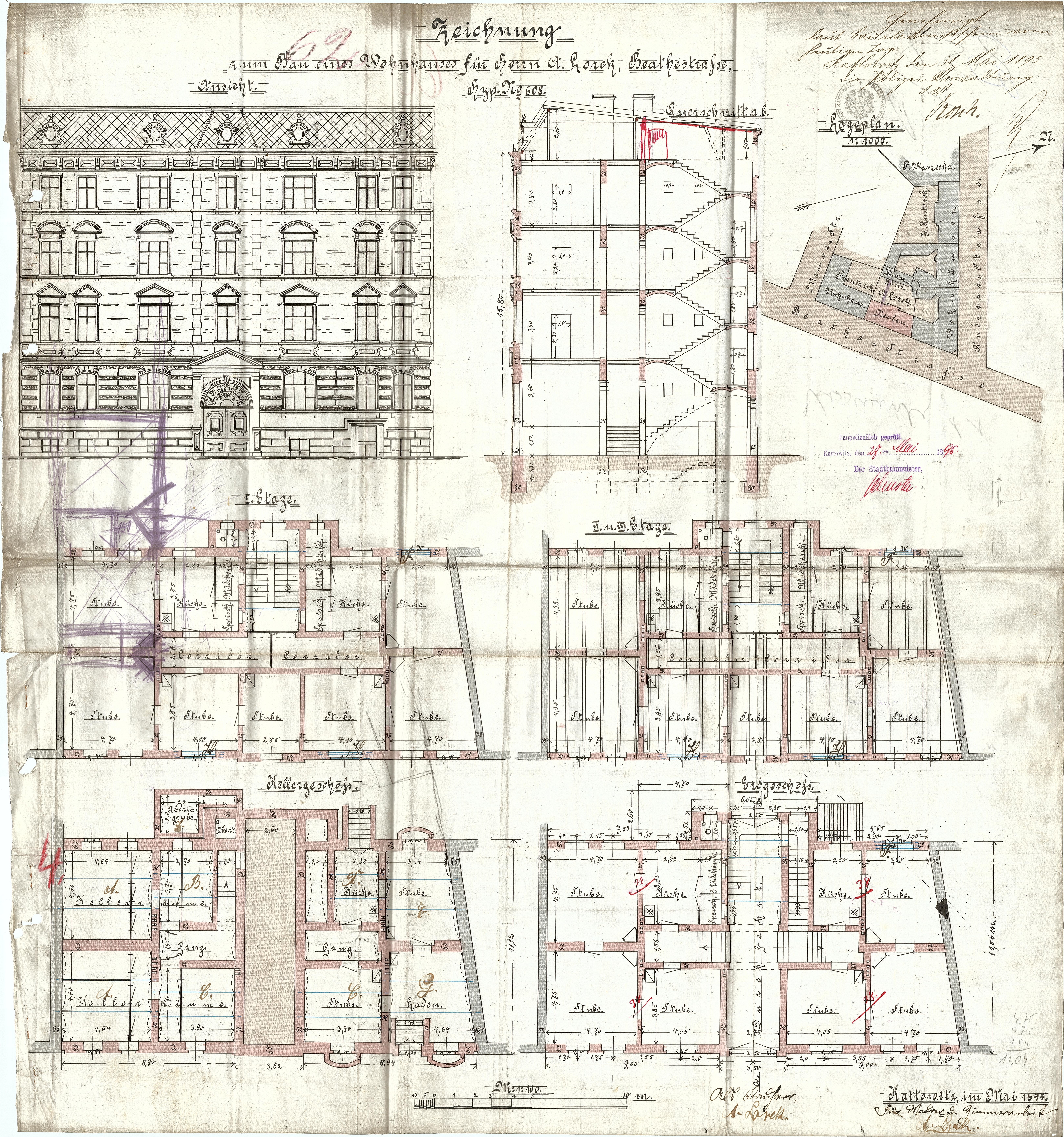
Projekt kamienicy przy ul. T. Kościuszki 11 autorstwa Augusta Lorka

- 1895 – budowa składzików węgla przy północnym skrzydle (Richard Kustosch)
- 1901 – budowa sanitariatów i szop przy północnym skrzydle (R. Kostosch)
- 1902 – przebudowa północnej piwnicy na suterenę z wejściem od ulicy (R. Kostosch)
- 1908 – doprowadzenie kanalizacji, budowa ubikacji (Hugo Weissenberg)
- 1913 – przebudowa południowej części parteru na sklepy z witrynami wystawowymi (Hugo Weissenberg)
- 1913 – powiększenie okna w północnej suterenie zaadaptowanej częściowo na sklep
- 1932 – wstawienie dźwigarów w sklepie (KNOTAW, Przedsiębiorstwo budowlane Sp. z o.o.)
- 1934 – szyld „Moll od 1811, Skóra podeszwowa garbowania dębowego, Marko Szczakowa, Kańśki i Lind”
- 1936 – szyld „Kaiser Skład Kawe”
- 1938 – budowa piętrowej oficyny
- 1941 – szyld „Kaiser's Kaffe Geschaft”
- 1945 – napis reklamowy „W(acław) Klepa Sklep Kolonialny”
- 1947 – szyld „Spółdzielnia Spożywców, Sklep nr 1”